# Lista över skyttekungar i fotbollsallsvenskan
Det här är en Lista över skyttekungar i fotbollsallsvenskan, Sveriges högsta liga i fotboll. Listan inkluderar alla skyttekungar sedan det allsvenska grundandet säsongen 1924/1925. Dessutom inkluderar listan även de framgångsrikaste spelarna, klubbarna och nationaliteter inom kategorin. Skyttekung blir den spelare som gör flest mål under en säsong. Under 95 säsonger har 89 olika spelare blivit skyttekung, ett flertal säsonger har titeln delats mellan två eller tre spelare. 
Den mest framgångsrike spelaren är Gunnar Nordahl med sina 4 säsonger som skyttekung tätt följd av Carl-Erik Holmberg, Karl-Alfred Jacobsson, Bo Larsson och Jan "Lill-Damma" Mattsson som alla har vunnit titeln 3 säsonger vardera. Rekordet för flest mål under en säsong har Filip "Svarte-Filip" Johansson som debutsäsongen 1924/25 gjorde hela 39 mål för sitt IFK Göteborg. De som gjort minst mål under en säsong men ändå erhållit titel som skyttekung är Sören Börjesson, Peter Karlsson och Billy Lansdowne som delade på titeln säsongen 1985 med 10 gjorda mål vardera. 5 säsonger senare, 1990, vann Kaj Eskelinen titeln med samma antal gjorda mål. 
Klubben med flest allsvenska skyttekungar är IFK Göteborg som haft spelare som vunnit skytteligan 16 gånger, senast var Lasse Vibe säsongen 2014. Malmö FF kommer tvåa på listan med 11 skyttekungar och IFK Norrköping och Helsingborgs IF är delad trea med 10 skyttekungar vardera. Säsongen 2010 var det första gången som en skyttekung spelat i två olika klubbar under en och samma säsong, detta gjorde Alexander Gerndt som både spelade för Gefle IF och Helsingborgs IF under säsongen. 
Eftersom både allsvenskans spelformat och antal lag i serien har förändrats ett flertal gånger är det svårt att jämföra antal gjorda mål från säsong till säsong. Från premiärsäsongen 1924/25 fram till och med säsongen 1973 spelade 12 lag i allsvenskan, med undantag för säsongen 1958. Man spelade denna säsong 33 matcher istället för normala 22, detta som följd av att ändra spelformatet från höst-vår till vår-höst inför nästkommande säsong. Sedan var det 14 lag och 26 omgångar fram tills säsongen 1982 då man återgick till 12 lag och 22 omgångar, istället spelades efter avslutad serie ett slutspel för att avgöra de svenska mästarna. Mål gjorda i detta slutspel ingår inte i statistiken. Säsongerna 1991 och 1992 valde Svenska Fotbollförbundet att experimentera med ett upplägg där 10 lag ingick och de 6 bästa lagen efter avslutad serie gick till mästerskapsserien, där alla mötte alla och segraren blev svensk mästare. Säsongen 1993 deltog 14 lag i serien och svenska mästarna korades efter ett rent seriespel som vi har även idag, dock med 16 lag som infördes säsongen 2008.

## Lista över skyttekungar genom åren

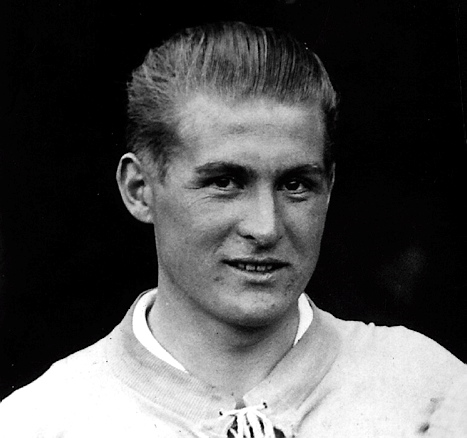
Ove Andersson var den första skyttekungen i Malmö FF då han säsongen 1938/1939 i allsvenskan gjorde 16 mål och delade titeln med Yngve Lindgren i Örgryte IS och Erik Persson i AIK.

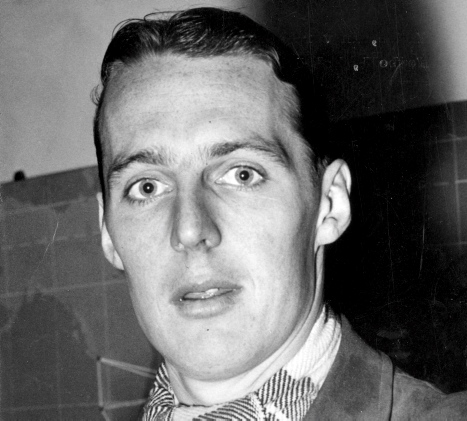
Ingvar Rydell gjorde 22 mål på 22 matcher när han vann skytteligan säsongen 1949/1950.

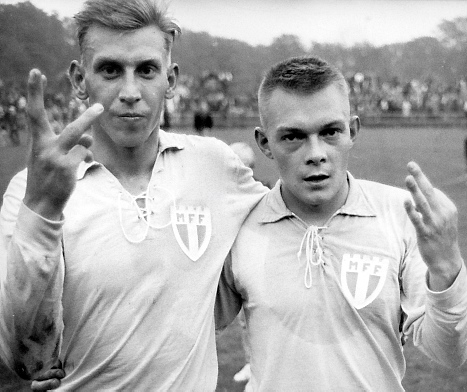
Bo Larsson (till vänster) lyckades vinna skytteligan tre gånger.

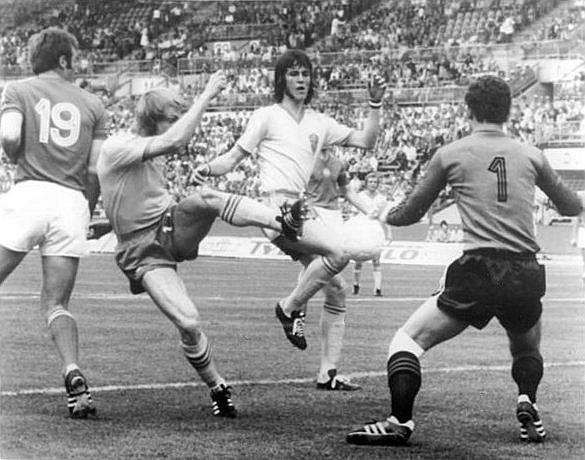
Säsongen 1972 var den första gången då två lagkamrater delade på titel, detta gjorde Ralf Edström och (m.) und Roland Sandberg i Åtvidabergs FF.

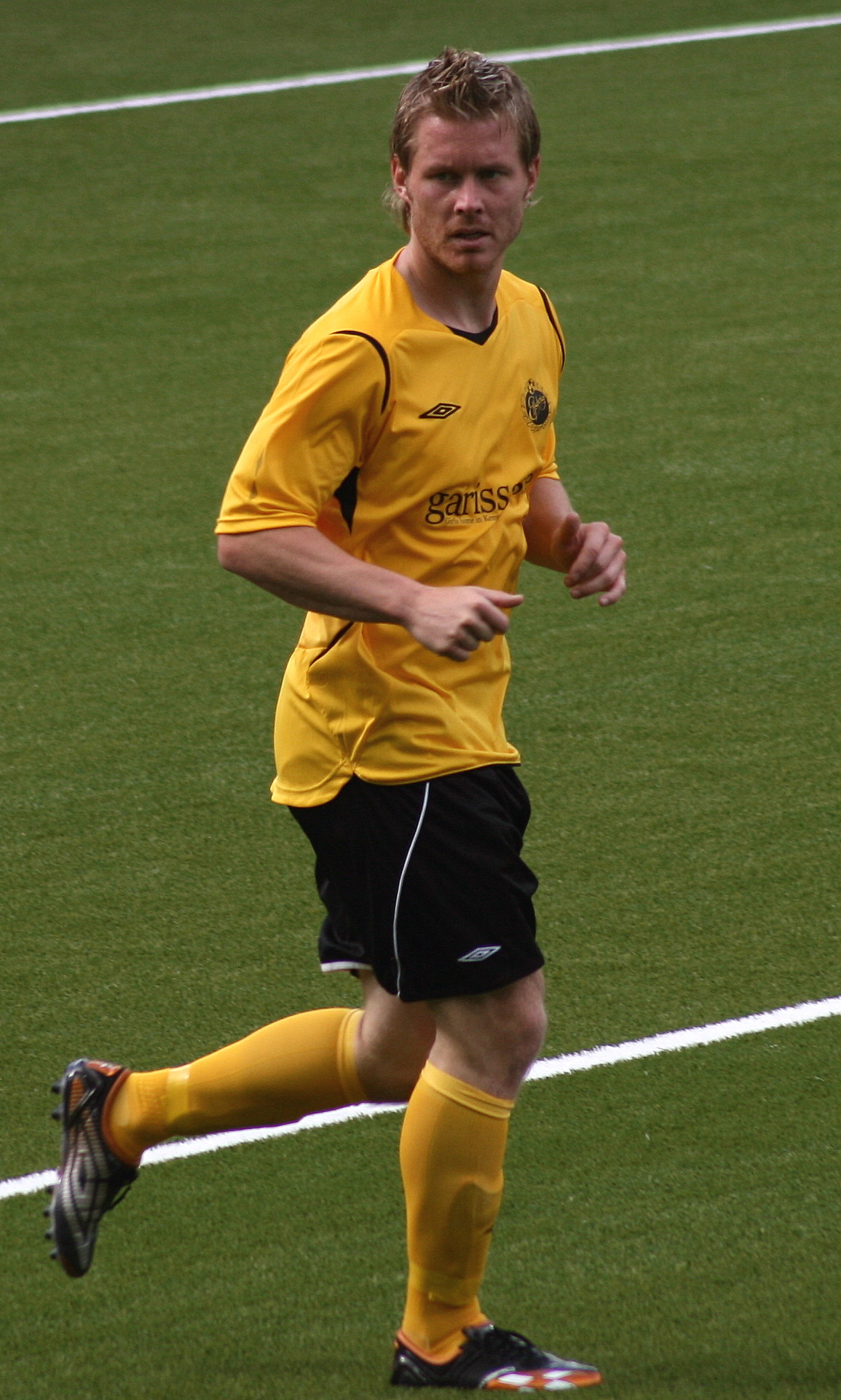
Fredrik Berglund invigde det nya årtusendet i IF Elfsborg och vann skytteligan.

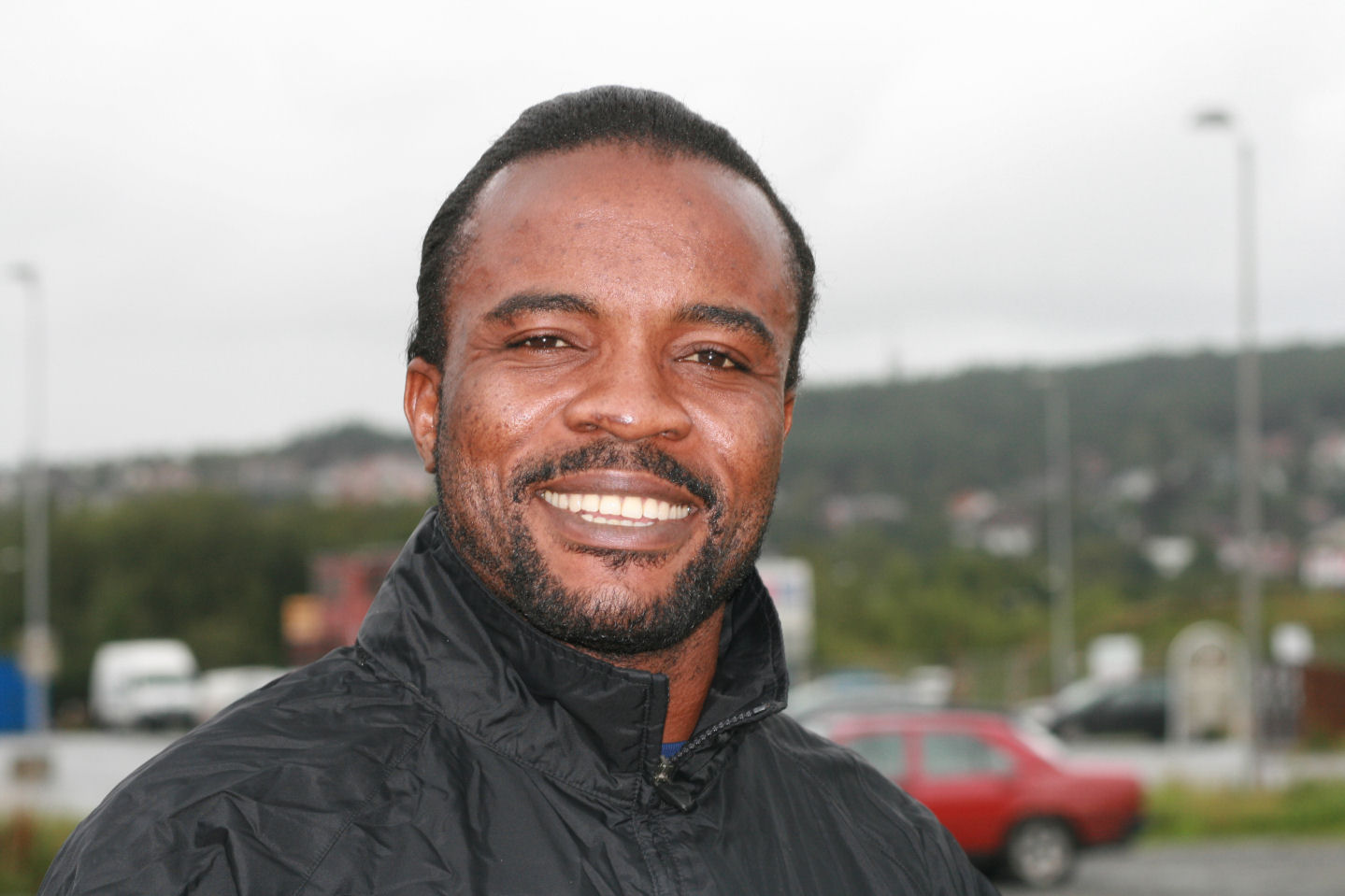
Nigerianska Peter Ijeh vann säsongen 2002 skytteligan och var den första utomeuropeiske spelaren att bli skyttekung i Sverige.

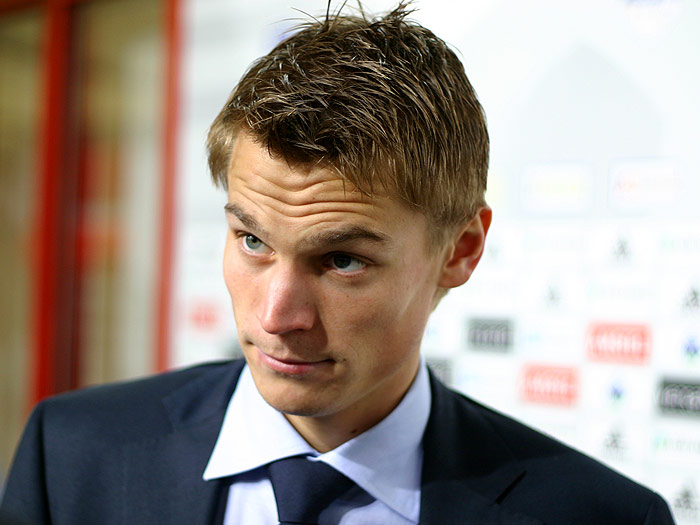
Markus Rosenberg blev skyttekung säsongen 2004.

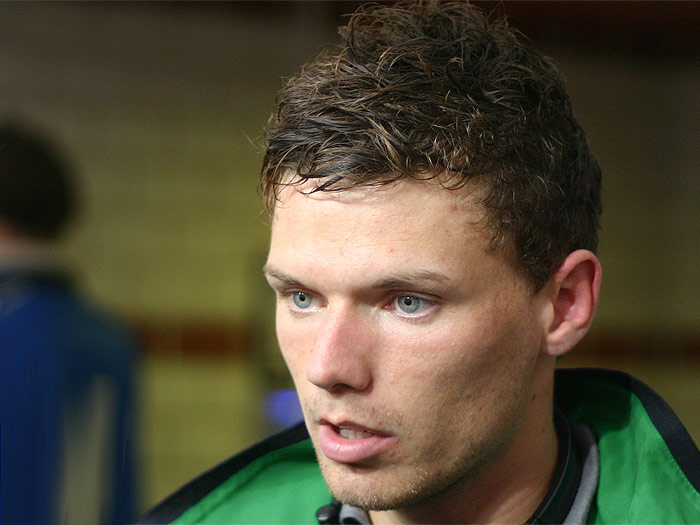
Marcus Berg, skyttekung tillsammans med Razak Omotoyossi säsongen 2007.

| Säsong    | Namn                           | Nationalitet | Klubb              | Mål | Omgångar | Målsnitt |
| --------- | ------------------------------ | ------------ | ------------------ | --- | -------- | -------- |
| 1924–25   | Filip "Svarte-Filip" Johansson | Sverige      | IFK Göteborg       | 39  | 21       | 1,86     |
| 1925/1926 | Carl-Erik Holmberg             | Sverige      | Örgryte IS         | 29  | 22       | 1.32     |
| 1926/1927 | Albert Olsson                  | Sverige      | Gais               | 24  | 22       | 1.09     |
| 1927/1928 | Carl-Erik Holmberg             | Sverige      | Örgryte IS         | 27  | 22       | 1.23     |
| 1928/1929 | Harry Lundahl                  | Sverige      | Helsingborgs IF    | 31  | 22       | 1.41     |
| 1929/1930 | Harry Lundahl                  | Sverige      | Helsingborgs IF    | 26  | 22       | 1.18     |
| 1930/1931 | John Nilsson                   | Sverige      | Gais               | 26  | 22       | 1.18     |
| 1931/1932 | Carl-Erik Holmberg             | Sverige      | Örgryte IS         | 29  | 22       | 1.32     |
| 1932/1933 | Torsten Bunke                  | Sverige      | Helsingborgs IF    | 21  | 22       | 0.95     |
| 1933/1934 | Sven Jonasson                  | Sverige      | IF Elfsborg        | 20  | 20       | 1        |
| 1934/1935 | Harry Andersson                | Sverige      | IK Sleipner        | 23  | 22       | 1.05     |
| 1935/1936 | Sven Jonasson                  | Sverige      | IF Elfsborg        | 24  | 22       | 1.09     |
| 1936/1937 | Olle Zethlerlund               | Sverige      | AIK                | 23  | 22       | 1.05     |
| 1937/1938 | Curt Hjelm                     | Sverige      | IK Sleipner        | 13  | 22       | 0.59     |
| 1938/1939 | Erik Persson                   | Sverige      | AIK                | 16  | 22       | 0.73     |
| 1938/1939 | Ove Andersson                  | Sverige      | Malmö FF           | 16  | 22       | 0.73     |
| 1938/1939 | Yngve Lindegren                | Sverige      | Örgryte IS         | 16  | 22       | 0.73     |
| 1939/1940 | Anders Pålsson                 | Sverige      | Helsingborgs IF    | 17  | 22       | 0.77     |
| 1940/1941 | Stig Nyström                   | Sverige      | IK Brage           | 17  | 22       | 0.77     |
| 1941/1942 | Sven Jacobsson                 | Sverige      | Gais               | 20  | 22       | 0.91     |
| 1942/1943 | Gunnar Nordahl                 | Sverige      | Degerfors IF       | 16  | 22       | 0.73     |
| 1943/1944 | Leif Larsson                   | Sverige      | IFK Göteborg       | 19  | 22       | 0.86     |
| 1944/1945 | Gunnar Nordahl                 | Sverige      | IFK Norrköping     | 27  | 22       | 1.23     |
| 1945/1946 | Gunnar Nordahl                 | Sverige      | IFK Norrköping     | 25  | 22       | 1.14     |
| 1946/1947 | Gunnar Gren                    | Sverige      | IFK Göteborg       | 18  | 22       | 0.82     |
| 1947/1948 | Gunnar Nordahl                 | Sverige      | IFK Norrköping     | 18  | 22       | 0.82     |
| 1948/1949 | Carl-Johan Franck              | Sverige      | Helsingborgs IF    | 19  | 22       | 0.86     |
| 1949/1950 | Ingvar Rydell                  | Sverige      | Malmö FF           | 22  | 22       | 1        |
| 1950/1951 | Hasse Jeppson                  | Sverige      | Djurgårdens IF     | 17  | 22       | 0.77     |
| 1951/1952 | Karl-Alfred Jacobsson          | Sverige      | Gais               | 17  | 22       | 0.77     |
| 1952/1953 | Karl-Alfred Jacobsson          | Sverige      | Gais               | 24  | 22       | 1.09     |
| 1953/1954 | Karl-Alfred Jacobsson          | Sverige      | Gais               | 21  | 22       | 0.95     |
| 1954/1955 | Kurt Hamrin                    | Sverige      | AIK                | 22  | 22       | 1        |
| 1955/1956 | Sylve Bengtsson                | Sverige      | Halmstads BK       | 22  | 22       | 1        |
| 1956/1957 | Harry Bild                     | Sverige      | IFK Norrköping     | 19  | 22       | 0.86     |
| 1957/1958 | Henry Källgren                 | Sverige      | IFK Norrköping     | 27  | 33       | 0.82     |
| 1957/1958 | Bertil Johansson               | Sverige      | IFK Göteborg       | 27  | 33       | 0.82     |
| 1959      | Rune Börjesson                 | Sverige      | Örgryte IS         | 21  | 22       | 0.95     |
| 1960      | Rune Börjesson                 | Sverige      | Örgryte IS         | 24  | 22       | 1.09     |
| 1961      | Bertil Johansson               | Sverige      | IFK Göteborg       | 20  | 22       | 0.91     |
| 1962      | Leif Skiöld                    | Sverige      | Djurgårdens IF     | 21  | 22       | 0.95     |
| 1963      | Lars Heineman                  | Sverige      | Degerfors IF       | 17  | 22       | 0.77     |
| 1963      | Bo Larsson                     | Sverige      | Malmö FF           | 17  | 22       | 0.77     |
| 1964      | Krister Granbom                | Sverige      | Helsingborgs IF    | 22  | 22       | 1        |
| 1965      | Bo Larsson                     | Sverige      | Malmö FF           | 28  | 22       | 1.27     |
| 1966      | Ove Kindvall                   | Sverige      | IFK Norrköping     | 20  | 22       | 0.91     |
| 1967      | Dag Szepanski                  | Sverige      | Malmö FF           | 22  | 22       | 1        |
| 1968      | Ove Eklund                     | Sverige      | Åtvidabergs FF     | 16  | 22       | 0.73     |
| 1969      | Reine Almqvist                 | Sverige      | IFK Göteborg       | 16  | 22       | 0.73     |
| 1970      | Bo Larsson                     | Sverige      | Malmö FF           | 16  | 22       | 0.73     |
| 1971      | Roland Sandberg                | Sverige      | Åtvidabergs FF     | 17  | 22       | 0.77     |
| 1972      | Roland Sandberg                | Sverige      | Åtvidabergs FF     | 16  | 22       | 0.73     |
| 1972      | Ralf Edström                   | Sverige      | Åtvidabergs FF     | 16  | 22       | 0.73     |
| 1973      | Jan Mattsson                   | Sverige      | Östers IF          | 20  | 26       | 0.77     |
| 1974      | Jan Mattsson                   | Sverige      | Östers IF          | 22  | 26       | 0.85     |
| 1975      | Jan Mattsson                   | Sverige      | Östers IF          | 31  | 26       | 1.19     |
| 1976      | Rutger Backe                   | Sverige      | Halmstads BK       | 21  | 26       | 0.81     |
| 1977      | Reine Almqvist                 | Sverige      | IFK Göteborg       | 15  | 26       | 0.58     |
| 1977      | Mats Aronsson                  | Sverige      | Landskrona BoIS    | 15  | 26       | 0.58     |
| 1978      | Tommy Berggren                 | Sverige      | Djurgårdens IF     | 19  | 26       | 0.73     |
| 1979      | Mats "Matte" Werner            | Sverige      | Hammarby IF        | 14  | 26       | 0.54     |
| 1980      | Billy Ohlsson                  | Sverige      | Hammarby IF        | 19  | 26       | 0.73     |
| 1981      | Torbjörn Nilsson               | Sverige      | IFK Göteborg       | 20  | 26       | 0.77     |
| 1982      | Dan Corneliusson               | Sverige      | IFK Göteborg       | 12  | 22       | 0.55     |
| 1983      | Thomas Ahlström                | Sverige      | IF Elfsborg        | 16  | 22       | 0.73     |
| 1984      | Billy Ohlsson                  | Sverige      | Hammarby IF        | 14  | 22       | 0.64     |
| 1985      | Sören Börjesson                | Sverige      | Örgryte IS         | 10  | 22       | 0.45     |
| 1985      | Peter Karlsson                 | Sverige      | Kalmar FF          | 10  | 22       | 0.45     |
| 1985      | Billy Lansdowne                | England      | Kalmar FF          | 10  | 22       | 0.45     |
| 1986      | Johnny Ekström                 | Sverige      | IFK Göteborg       | 13  | 22       | 0.59     |
| 1987      | Lasse Larsson                  | Sverige      | Malmö FF           | 19  | 22       | 0.86     |
| 1988      | Martin Dahlin                  | Sverige      | Malmö FF           | 17  | 22       | 0.77     |
| 1989      | Jan Hellström                  | Sverige      | IFK Norrköping     | 16  | 22       | 0.73     |
| 1990      | Kaj Eskelinen                  | Sverige      | IFK Göteborg       | 10  | 22       | 0.45     |
| 1991      | Kennet Andersson               | Sverige      | IFK Göteborg       | 13  | 28       | 0.46     |
| 1992      | Hans Eklund                    | Sverige      | Östers IF          | 16  | 28       | 0.57     |
| 1993      | Henrik Bertilsson              | Sverige      | Halmstads BK       | 18  | 26       | 0.69     |
| 1993      | Mats Lilienberg                | Sverige      | Trelleborgs FF     | 18  | 26       | 0.69     |
| 1994      | Niclas Kindvall                | Sverige      | IFK Norrköping     | 23  | 26       | 0.88     |
| 1995      | Niklas Skoog                   | Sverige      | Västra Frölunda IF | 17  | 26       | 0.65     |
| 1996      | Andreas Andersson              | Sverige      | IFK Göteborg       | 19  | 26       | 0.73     |
| 1997      | Mats Lilienberg                | Sverige      | Halmstads BK       | 14  | 26       | 0.54     |
| 1997      | Christer Mattiasson            | Sverige      | IF Elfsborg        | 14  | 26       | 0.54     |
| 1997      | Dan Sahlin                     | Sverige      | Örebro SK          | 14  | 26       | 0.54     |
| 1998      | Arild Stavrum                  | Norge        | Helsingborgs IF    | 18  | 26       | 0.69     |
| 1999      | Marcus Allbäck                 | Sverige      | Örgryte IS         | 15  | 26       | 0.58     |
| 2000      | Fredrik Berglund               | Sverige      | IF Elfsborg        | 18  | 26       | 0.69     |
| 2001      | Stefan Selakovic               | Sverige      | Halmstads BK       | 15  | 26       | 0.58     |
| 2002      | Peter Ijeh                     | Nigeria      | Malmö FF           | 24  | 26       | 0.92     |
| 2003      | Niklas Skoog                   | Sverige      | Malmö FF           | 22  | 26       | 0.85     |
| 2004      | Markus Rosenberg               | Sverige      | Halmstads BK       | 14  | 26       | 0.54     |
| 2005      | Gunnar Heidar Thorvaldsson     | Island       | Halmstads BK       | 16  | 26       | 0.62     |
| 2006      | Ari                            | Brasilien    | Kalmar FF          | 15  | 26       | 0.58     |
| 2007      | Razak Omotoyossi               | Benin        | Helsingborgs IF    | 14  | 26       | 0.54     |
| 2007      | Marcus Berg                    | Sverige      | IFK Göteborg       | 14  | 26       | 0.54     |
| 2008      | Patrik Ingelsten               | Sverige      | Kalmar FF          | 19  | 30       | 0.63     |
| 2009      | Tobias Hysén                   | Sverige      | IFK Göteborg       | 18  | 30       | 0.6      |
| 2009      | Wanderson                      | Brasilien    | Gais               | 18  | 30       | 0.6      |
| 2010      | Alexander Gerndt               | Sverige      | Gefle IF           | 20  | 30       | 0.67     |
| 2010      | Alexander Gerndt               | Sverige      | Helsingborgs IF    | 20  | 30       | 0.67     |
| 2011      | Mathias Ranégie                | Sverige      | BK Häcken          | 21  | 30       | 0.7      |
| 2011      | Mathias Ranégie                | Sverige      | Malmö FF           | 21  | 30       | 0.7      |
| 2012      | Waris Majeed                   | Ghana        | BK Häcken          | 23  | 30       | 0.77     |
| 2013      | Imad Khalili                   | Sverige      | IFK Norrköping     | 15  | 30       | 0.5      |
| 2013      | Imad Khalili                   | Sverige      | Helsingborgs IF    | 15  | 30       | 0.5      |
| 2014      | Lasse Vibe                     | Danmark      | IFK Göteborg       | 23  | 30       | 0.77     |
| 2015      | Emir Kujovic                   | Sverige      | IFK Norrköping     | 21  | 30       | 0.7      |
| 2016      | John Owoeri                    | Nigeria      | BK Häcken          | 17  | 30       | 0.57     |
| 2017      | Karl Holmberg                  | Sverige      | IFK Norrköping     | 14  | 30       | 0.47     |
| 2017      | Magnus Eriksson                | Sverige      | Djurgårdens IF     | 14  | 30       | 0.47     |
| 2018      | Paulinho                       | Brasilien    | BK Häcken          | 20  | 30       | 0.67     |
| 2019      | Mohamed Buya Turay             | Sierra Leone | Djurgårdens IF     | 15  | 30       | 0.5      |
| 2020      | Christoffer Nyman              | Sverige      | IFK Norrköping     | 18  | 30       | 0.6      |
| 2021      | Samuel Adegbenro               | Nigeria      | IFK Norrköping     | 17  | 30       | 0.57     |
| 2022      | Alexander Jeremejeff           | Sverige      | BK Häcken          | 22  | 30       | 0.73     |
| 2023      | Isaac Kiese Thelin             | Sverige      | Malmö FF           | 16  | 30       | 0.53     |
| 2023      | Nikola Vasic                   | Sverige      | IF Brommapojkarna  | 16  | 29       | 0.55     |
| Säsong    | Namn                           | Nationalitet | Klubb              | Mål | Omgångar | Målsnitt |

### Skytteliga aktiva spelare i allsvenskan
| Placering | Spelare                | Antal mål | Nuvarande klubb |
| --------- | ---------------------- | --------- | --------------- |
| 1.        | Christoffer Nyman      | 101       | IFK Norrköping  |
| 2         | Nahir Besara           | 63        | Hammarby IF     |
| 3.        | Isaac Kiese Thelin     | 60        | Malmö FF        |
| 3.        | Søren Rieks            | 58        | Malmö FF        |
| 5.        | Magnus Eriksson        | 56        | Djurgårdens IF  |
| 6.        | Per Frick              | 54        | IF Elfsborg     |
| 7.        | Anders Christiansen    | 44        | Malmö FF        |
| 8.        | Romário Pereira Sipião | 42        | Kalmar FF       |
| 9.        | Arnor Traustason       | 40        | IFK Norrköping  |
| 10.       | Johan Larsson          | 39        | IF Elfsborg     |
| 10.       | Simon Skrabb           | 39        | Kalmar FF       |
| 12.       | Gustav Engvall         | 37        | IFK Värnamo     |
| 13.       | Jonathan Ring          | 33        | Kalmar FF       |
| 14.       | Deniz Hümmet           | 32        | Djurgårdens IF  |
| 15.       | Haris Radetinac        | 30        | Djurgårdens IF  |
| 16.       | Oliver Berg            | 29        | Malmö FF        |
| 17.       | Emil Salomonsson       | 28        | IFK Göteborg    |
| 18.       | Stefano Vecchia        | 26        | Malmö FF        |
| 19.       | Simon Thern            | 25        | IFK Värnamo     |
| 19.       | Jacob Bergström        | 25        | Mjällby AIF     |

## Ranking

### Skyttekungar
Här listas de spelare som har vunnit skytteligan mer än en gång.
| Vinster | Namn                      | Klubb                        | Säsonger               |
| ------- | ------------------------- | ---------------------------- | ---------------------- |
| 4       | Gunnar Nordahl            | Degerfors IF, IFK Norrköping | 1943, 1945, 1946, 1948 |
| 3       | Carl-Erik Holmberg        | Örgryte IS                   | 1926, 1928, 1932       |
| 3       | Karl-Alfred Jacobsson     | Gais                         | 1952–1954              |
| 3       | Bo Larsson                | Malmö FF                     | 1963, 1965, 1970       |
| 3       | Jan "Lill-Damma" Mattsson | Östers IF                    | 1973–1975              |
| 2       | Reine Almqvist            | IFK Göteborg                 | 1969, 1977             |
| 2       | Rune Börjesson            | Örgryte IS                   | 1959, 1960             |
| 2       | Bertil "Bebben" Johansson | IFK Göteborg                 | 1958, 1961             |
| 2       | Sven Jonasson             | IF Elfsborg                  | 1934, 1936             |
| 2       | Harry Lundahl             | Helsingborgs IF              | 1929, 1930             |
| 2       | Billy Ohlsson             | Hammarby IF                  | 1980, 1984             |
| 2       | Roland Sandberg           | Åtvidabergs FF               | 1971, 1972             |
| 2       | Mats Lilienberg           | Trelleborgs FF, Halmstads BK | 1993, 1997             |
| 2       | Niklas Skoog              | Västra Frölunda IF, Malmö FF | 1995, 2003             |

### Klubbar
I nedanstående tabell visas vilka klubbar som har haft säsongernas skyttekung i sitt lag.
| Placering | Klubb              | Antal | Säsonger                                                                                       |
| --------- | ------------------ | ----- | ---------------------------------------------------------------------------------------------- |
| 1.        | IFK Göteborg       | 16    | 1925, 1944, 1947, 1958, 1961, 1969, 1977, 1981, 1982, 1986, 1990, 1991, 1996, 2007, 2009, 2014 |
| 2.        | IFK Norrköping     | 13    | 1945, 1946, 1948, 1957, 1958, 1966, 1989, 1994, 2013, 2015, 2017, 2020, 2021                   |
| 3.        | Malmö FF           | 12    | 1939, 1950, 1963, 1965, 1967, 1970, 1987, 1988, 2002, 2003, 2011, 2023                         |
| 4.        | Helsingborgs IF    | 10    | 1929, 1930, 1933, 1940, 1949, 1964, 1998, 2007, 2010, 2013                                     |
| 5.        | Örgryte IS         | 8     | 1926, 1928, 1932, 1939, 1959, 1960, 1985, 1999                                                 |
| 6.        | Gais               | 7     | 1927, 1931, 1942, 1952, 1953, 1954, 2009                                                       |
| 6.        | Halmstads BK       | 7     | 1956, 1976, 1993, 1997, 2001, 2004, 2005                                                       |
| 8.        | IF Elfsborg        | 5     | 1934, 1936, 1983, 1997, 2000                                                                   |
| 8.        | Djurgårdens IF     | 5     | 1951, 1962, 1978, 2017, 2019                                                                   |
| 8.        | BK Häcken          | 5     | 2011, 2012, 2016, 2018, 2022                                                                   |
| 10.       | Östers IF          | 4     | 1973, 1974, 1975, 1992                                                                         |
| 12.       | Kalmar FF          | 3     | 1985, 2006, 2008                                                                               |
| 12.       | Hammarby IF        | 3     | 1979, 1980, 1984                                                                               |
| 12.       | Åtvidabergs FF     | 3     | 1968, 1971, 1972                                                                               |
| 12.       | AIK                | 3     | 1937, 1939, 1955                                                                               |
| 16.       | Degerfors IF       | 2     | 1943, 1963                                                                                     |
| 16.       | IK Sleipner        | 2     | 1935, 1938                                                                                     |
| 18.       | Gefle IF           | 1     | 2010                                                                                           |
| 18.       | Örebro SK          | 1     | 1997                                                                                           |
| 18.       | Västra Frölunda IF | 1     | 1995                                                                                           |
| 18.       | Trelleborgs FF     | 1     | 1993                                                                                           |
| 18.       | Landskrona BoIS    | 1     | 1977                                                                                           |
| 18.       | IK Brage           | 1     | 1941                                                                                           |

### Nationalitet
Tabellen nedan visar hur många allsvenska skyttekungar som kommer från vilket land.
| Placering | Land         | Antal |
| --------- | ------------ | ----- |
| 1.        | Sverige      | 76    |
| 2.        | Brasilien    | 3     |
| 3.        | Nigeria      | 3     |
| 4.        | Benin        | 1     |
| 4.        | Danmark      | 1     |
| 4.        | England      | 1     |
| 4.        | Ghana        | 1     |
| 4.        | Island       | 1     |
| 4.        | Norge        | 1     |
| 4.        | Sierra Leone | 1     |

### Flest mål under en säsong
Nedanstående tabell visar de spelare som har gjort flest mål under en och samma säsong.
| Mål | Namn                           | Klubb           | Säsong | Omgångar |
| --- | ------------------------------ | --------------- | ------ | -------- |
| 39  | Filip "Svarte-Filip" Johansson | IFK Göteborg    | 1925   | 22       |
| 31  | Harry Lundahl                  | Helsingborgs IF | 1929   | 22       |
| 31  | Jan "Lill-Damma" Mattsson      | Östers IF       | 1975   | 26       |
| 29  | Carl-Erik Holmberg             | Örgryte IS      | 1926   | 22       |
| 29  | Carl-Erik Holmberg             | Örgryte IS      | 1932   | 22       |
| 28  | Bo Larsson                     | Malmö FF        | 1965   | 22       |
| 27  | Carl-Erik Holmberg             | Örgryte IS      | 1928   | 22       |
| 27  | Bertil "Bebben" Johansson      | IFK Göteborg    | 1958   | 33       |
| 27  | Henry Källgren                 | IFK Norrköping  | 1958   | 33       |
| 27  | Gunnar Nordahl                 | IFK Norrköping  | 1945   | 22       |

### Mesta målskyttarna i allsvenskan
Slutspelsmatcher är ej medräknade.
| Mål | Namn                           | Klubb/Klubbar                 | Aktiv           |
| --- | ------------------------------ | ----------------------------- | --------------- |
| 252 | Sven Jonasson                  | IF Elfsborg                   | 1927/28–1946/47 |
| 194 | Carl-Erik Holmberg             | Örgryte IS                    | 1924/25–1938/39 |
| 182 | Filip "Svarte-Filip" Johansson | IFK Göteborg / Gårda BK       | 1924/25–1935/36 |
| 179 | Harry Lundahl                  | Helsingborgs IF               | 1926/27–1937/38 |
| 162 | Bertil "Bebben" Johansson      | IFK Göteborg                  | 1945/55–1968    |
| 162 | Harry Bild                     | IFK Norrköping / Östers IF    | 1956/57–1973    |
| 156 | Sven Rydell                    | Örgryte IS                    | 1924/25–1933/34 |
| 151 | Gunnar Nordahl                 | Degerfors IF / IFK Norrköping | 1940/41–1948/49 |
| 150 | Tore Keller                    | IK Sleipner                   | 1924/25–1939/40 |
| 140 | Knut Kroon                     | Helsingborgs IF               | 1925/26–1941/42 |